# Bell Gardens
Bell Gardens ist eine US-amerikanische Stadt im Los Angeles County des US-Bundesstaats Kalifornien.
Das U.S. Census Bureau hat bei der Volkszählung 2020 eine Einwohnerzahl von 39.501 ermittelt.
Das Stadtgebiet hat eine Größe von 6,4 km².

## Demografische Daten
Das durchschnittliche Einkommen eines Haushalts liegt bei 30.597 USD, das durchschnittliche Einkommen einer Familie bei 30.419 USD. Männer haben ein durchschnittliches Einkommen von 21.151 USD gegenüber den Frauen mit durchschnittlich 16.461 USD. Das Pro-Kopf-Einkommen liegt bei 8415 USD.

25,3 % der Einwohner und 27,3 % der Familien leben unterhalb der Armutsgrenze. 

33,5 % der Einwohner sind unter 18 Jahre alt und auf 100 Frauen ab 18 Jahren und darüber kommen statistisch 102,5 Männer. 
Das Durchschnittsalter beträgt 24 Jahre (Stand: 2000). 
Die meisten Einwohnern sind Hispanics (93,4 %). 1 % der Bevölkerung sind Afroamerikaner.